# Amplirhagada astuta
Amplirhagada astuta là một loài air-breathing land snail, a terrestrial pulmonate gastropoda Mollusca trong họ Camaenidae. 
Đây là loài đặc hữu của Úc.